# Пойдрас (Луїзіана)
Пойдрас (англ. Poydras) — переписна місцевість (CDP) в США, в окрузі Сент-Бернард штату Луїзіана. Населення — 2536 осіб (2020).

## Географія
Пойдрас розташований за координатами 29°51′34″ пн. ш. 89°53′14″ зх. д. / 29.85944° пн. ш. 89.88722° зх. д. (29.859567, -89.887290).  За даними Бюро перепису населення США в 2010 році переписна місцевість мала площу 11,08 км², з яких 10,14 км² — суходіл та 0,94 км² — водойми.

## Демографія
Згідно з переписом 2010 року, у переписній місцевості мешкала 2351 особа в 832 домогосподарствах у складі 629 родин. Густота населення становила 212 осіб/км².  Було 984 помешкання (89/км²).
Расовий склад населення:
| - 84,1 % — білих - 11,5 % — чорних або афроамериканців - 0,9 % — корінних американців - 0,5 % — азіатів |

До двох чи більше рас належало 2,7 %. Частка іспаномовних становила 9,6 % від усіх жителів.
За віковим діапазоном населення розподілялося таким чином: 24,3 % — особи молодші 18 років, 64,3 % — особи у віці 18—64 років, 11,4 % — особи у віці 65 років та старші. Медіана віку мешканця становила 38,6 року. На 100 осіб жіночої статі у переписній місцевості припадало 97,7 чоловіків;  на 100 жінок у віці від 18 років та старших — 97,0 чоловіків також старших 18 років.
Середній дохід на одне домашнє господарство  становив 45 109 доларів США (медіана — 37 354), а середній дохід на одну сім'ю — 51 420 доларів (медіана — 47 500). За межею бідності перебувало 18,3 % осіб, у тому числі 25,2 % дітей у віці до 18 років та 19,7 % осіб у віці 65 років та старших.
Цивільне працевлаштоване населення становило 798 осіб. Основні галузі зайнятості: освіта, охорона здоров'я та соціальна допомога — 20,2 %, будівництво — 16,4 %, транспорт — 14,3 %.